# 卡爾霍恩縣 (密西西比州)
卡爾霍恩縣（英語：Calhoun County）是美國密西西比州中北部的一個縣。面積1,523平方公里。根據美國2000年人口普查估計，共有人口15,069人。縣治匹兹波罗 (Pittsboro)。
成立於1852年3月8日。縣名紀念曾任兩屆副總統的約翰·C·卡爾霍恩 (John Caldwell Calhoun)。